# Thomas Clifford Allbutt
Sir Thomas Clifford Allbutt (20. července 1836 Dewsbury, Anglie – 22. února 1925) byl britský lékař a vynálezce lékařského teploměru.
Narodil se v Dewsbury, v Yorkshiru, jeho otec byl Thomas Allbutt, vikář Dewsbury, jeho matka byla Susan Woolerová. Sir Thomas neměl vlastní děti.
Jeho vynález lékařského teploměru byl velice vítán, neboť dříve byli pacienti nuceni držet velmi velké teploměry, u kterých měření trvalo asi dvacet minut.
Na rytíře byl pasován v roce 1907.